# Ristiselkä (del av en sjö i Norra Karelen)
Ristiselkä är en del av en sjö i Finland.   Den ligger i landskapet Norra Karelen, i den östra delen av landet, 400 km nordost om huvudstaden Helsingfors. Ristiselkä ligger 91 meter över havet.